# Henk Glimlach
Henk Glimlach is een handpop uit Sesamstraat die voornamelijk voorkwam in de eerste twee decennia van het kinderprogramma.
Hij is een enthousiast schreeuwende quizleider, die op een opgewonden, uitzinnige wijze zijn shows presenteert. Zijn uiterlijke kenmerken zijn een lang, donkergeel hoofd met opengesperde ogen en beweegbare wenkbrauwen – waarmee de poppenspeler Henks gezicht er vrolijk of boos kan doen uitzien – en een grote mond. Hij draagt een net kostuum.

## Nasynchronisatie
Het feit dat Henk Glimlach zo uitbundig beweegt en daarbij een grote, wild open- en dichtklappende mond heeft, maakt de nasynchronisatie extra moeilijk. De Nederlandse dialoog moet exact worden aangepast aan het beeldmateriaal om het authentiek te doen ogen. Iets wat volgens de stemmenregisseurs van Sesamstraat vrijwel onmogelijk is bij Henk Glimlach.

## Internationaal
In veel landen heeft Henk Glimlach een andere naam. Hieronder een lijst van landen, gevolgd door zijn naam daar.
- Verenigde Staten: Guy Smiley
- Brazilië: João Sorriso (voorheen Felizberto)
- Portugal: Carlos Luz
- Spanje: Pepe Sonrisas
- Duitsland: Robert

## Acteurs
Muppet-bedenker Jim Henson speelde het personage tot zijn dood in 1990, daarna verdween hij volledig naar de achtergrond, iets wat bijvoorbeeld ook de poppen Sherlock Humburg en Roosevelt Jopie overkwam. Pas sinds 2005 krijgt Henk Glimlach weer sporadisch een actievere rol toebedeeld. Tegenwoordig is Eric Jacobson de poppenspeler. De Nederlandse stem wordt al sinds het begin van Sesamstraat ingesproken door Wim T. Schippers.